# Danzig 4
Danzig 4 – czwarty album studyjny amerykańskiego zespołu Danzig. Wydany 4 października 1994 roku przez wytwórnię płytową American. Album był nagrywany pomiędzy październikiem 1993 a majem 1994 w studiach nagraniowych Ocean Way (Hollywood, Kalifornia, Stany Zjednoczone) oraz Sound City (Los Angeles, Kalifornia, Stany Zjednoczone). Materiał zmiksowano w studiu The Record Plant w Hollywood a masteringu dokonano w Precision Mastering.
Jest to ostatnia płyta nagrana w „klasycznym” składzie zespołu oraz ostatnia wyprodukowana we współpracy z Rickiem Rubinem i wydana dla wytwórni American. Krótko po ukończeniu nagrań zespół opuścił perkusista Chuck Biscuits, został zastąpiony przez Joeya Castillo, który wystąpił w teledyskach promujących album. Gitarzysta John Christ oraz basista Eerie Von opuścili zespół w lipcu 1995.

## Lista utworów
1. „Brand New God” – 4:30
2. „Little Whip” – 5:10
3. „Cantspeak” – 4:06
4. „Going Down to Die” – 5:00
5. „Until You Call on the Dark” – 4:25
6. „Dominion” – 4:13
7. „Bringer of Death” – 4:40
8. „Sadistikal” – 5:07
9. „Son of the Morning Star” – 5:04
10. „I Don’t Mind the Pain” – 4:46
11. „The Stalker Song” – 5:49
12. „Let It Be Captured” – 5:17
13. „Invocation (Demon’s Call)” – 3:00 (utwór o indeksie 66 na płycie CD, nieuwzględniony w spisie na okładce)

## Twórcy
- Glenn Danzig – śpiew, gitara, pianino, harmonijka ustna, sitar, instrumenty klawiszowe, produkcja, kompozytor i autor tekstów, ilustracja na okładce, oprawa graficzna
- Eerie Von – gitara basowa
- John Christ – gitara elektryczna, gitara akustyczna, sitar
- Chuck Biscuits – perkusja
- Rick Rubin – produkcja
- Jim Scott – inżynieria dźwięku
- Ken Lomas – inżynieria dźwięku
- Stephen Marcussen – mastering
- Michael W. Kaluta – ilustracje wewnątrz książeczki dołączonej do albumu
- Dirk Walter – zdjęcia

## Wydania
- American Recordings, 4 października 1994, wydanie europejskie i amerykańskie na płycie kompaktowej i winylowej, oba w formie digipaku
- American Recordings, grudzień 1994, wydanie digipak
- BMG, 1995
- American Recordings, czerwiec 1998, wydanie na CD i kasecie magnetofonowej

## Single
1. „Until You Call on the Dark”, wrzesień 1994
2. „Cantspeak”, luty 1995
3. „I Don't Mind the Pain”, maj 1995

## Wideografia
- „Cantspeak” – 1994
- „Until You Call on the Dark” – 1994
- „Sadistikal” – 1994
- „I Don’t Mind the Pain” – 1995